# La Côte-d'Arbroz
La Côte-d'Arbroz è un comune francese di 274 abitanti situato nel dipartimento dell'Alta Savoia della regione dell'Alvernia-Rodano-Alpi.

## Società

### Evoluzione demografica
Abitanti censiti